# Alfonso Ferrabosco der Ältere
Alfonso Ferrabosco, genannt der Ältere (getauft 18. Januar 1543 in Bologna; † 12. August 1588 ebenda) war ein italienischer Komponist. Er brachte die italienische Madrigalkunst nach England, wo er mehrere Jahre wirkte. Daneben hinterließ er zahlreiche geistliche Werke. Möglicherweise hat er in Italien für Königin Elisabeth I. als Spion gearbeitet. Sein Sohn war der Komponist und Gambist Alfonso Ferrabosco der Jüngere.

## Leben
Alfonso Ferrabosco war der Sohn des Sängers und Komponisten Domenico Ferrabosco. Es ist bekannt, dass er in Rom und in Diensten des Kardinals und Diplomaten Charles de Guise in Lothringen gewesen ist. 1562 kam er vermutlich mit seinem Onkel das erste Mal nach England. Hier wurde er von Königin Elisabeth I. angestellt. Er reiste wiederholt nach Italien. Dies war nicht unumstritten, weder der Papst noch die Römische Inquisition billigten seinen Aufenthalt in England, das sich am Ende des 16. Jahrhunderts faktisch im Kriegszustand mit den römisch-katholischen Ländern befand, nachdem sich unter Heinrich VIII. die Church of England von Rom losgesagt hatte. In England verlor Ferrabosco sein italienisches Erbe; während der Aufenthalte in Italien wurde er wegen einiger in England begangener Verbrechen angeklagt, Raub und Mord an einem anderen Ausländer. Als er seinen Ruf wiederhergestellt hatte, verließ er England 1578 endgültig und kehrte nicht mehr dorthin zurück.
Es wird oft behauptet, Ferrabosco habe als Agent für Elisabeth I. gearbeitet, als Geheimdienstinformationen dringend benötigt wurden. Diese Behauptung ließe sich jedoch nur aus Nebensächlichkeiten herleiten; für einen Hofmusiker wurde Ferrabosco ungewöhnlich gut bezahlt. Die Versuche der Königin, ihn nach 1580 wieder nach England zu holen, blieben erfolglos.

## Werk
Ferrabosco brachte das italienische Madrigal nach England und begründete so die Englische Madrigalschule. Allerdings gab er nur den ersten Anstoß für die überaus große Beliebtheit dieses Genres; sie setzte erst mit Nicholas Yonges Sammlung Musica transalpina (1588) ein und führte dazu, dass sich das Madrigal rasch zur vorherrschenden Art von Vokalkompositionen entwickelte. Ferraboscos Stil mag gemäßigt und konservativ erscheinen im Vergleich zu seinen Zeitgenossen Luca Marenzio oder Luzzasco Luzzaschi, traf aber den englischen Musikgeschmack. Die meisten seiner Madrigale waren fünf- oder sechsstimmig, von durchsichtigem Klangbild und ignorierten die neueren Entwicklungen des italienischen Stils wie ausdrucksstarke Chromatik und Textausdeutung weitgehend. Sie waren jedoch technisch geschickt komponiert, was die englischen Zeitgenossen am meisten beeindruckte. 1598, zehn Jahre nach Ferraboscos Tod, gab Thomas Morley einige von dessen Werken heraus und bescheinigte ihm deep skill (engl. „hohe Meisterschaft“).
Neben den Madrigalen verfasste Ferrabosco geistliche A-cappella-Musik wie Motetten, Lamenti und mehrere Hymnen. An Instrumentalwerken hinterließ er Fantasien, Tanzsätze wie Pavanen, Passamezzi und Galliarden sowie In-Nomine-Vertonungen für unterschiedliche Instrumentalbesetzungen mit Lauten oder Gamben.